# Caliphaea confusa
Caliphaea confusa е вид водно конче от семейство Calopterygidae. Видът не е застрашен от изчезване.

## Разпространение и местообитание
Разпространен е в Бутан, Виетнам, Индия (Аруначал Прадеш, Дарджилинг, Манипур, Мегхалая и Мизорам), Китай, Мианмар и Непал.
Обитава сладководни басейни и потоци.